# Nagyfater elszabadul
A Nagyfater elszabadul (eredeti cím: Dirty Grandpa) 2016-ban bemutatott amerikai filmvígjáték, amelyet John M. Phillips forgatókönyvéből Dan Mazer rendezett. A főbb szerepekben Robert De Niro, Zac Efron, Zoey Deutch és Aubrey Plaza látható. 
Az Amerikai Egyesült Államokban 2016. január 22-én mutatták be. Magyarországon egy héttel később, január 28-án került szinkronizálva a mozikba a Freeman Film forgalmazásában. Bár bevételi szempontból jól teljesített, lesújtó kritikákat kapott: négy kategóriában jelölték Arany Málna díjra és minden idők legrosszabb filmjei közé sorolták.

## Cselekmény
Dick Kelly (Robert De Niro) sok éven át tartó házassága véget ért, mert meghalt a felesége. De ő ahelyett, hogy szomorkodna, inkább élvezni akarja az életet. Minden vágya az, hogy fogjon magának egy szemrevaló nőt, és kiélvezze vele az élet örömeit. 
Megkéri az unokáját, Jasont (Zac Efron), hogy töltsön vele egy kis időt, mert úgysincs sok már neki hátra. Ő és Jason belevetik magukat az életbe, egyik party követi a másikat, de Jason nem érzi túl jól magát, és egyébként is az esküvőjére készül. Nincs kedve csajozni, és inni sem nagyon akar. Egy idő után azonban átszakadnak nála a gátak, és féktelen bulizás veszi kezdetét. 
Sok fura alakkal találkoznak közben, és a nagyapa múltja is feltárul. Jason megismer egy lányt (Zoey Deutch), és rájön, hogy nem a megfelelő nővel fog összeházasodni. A család azonban erőlteti a dolgot, így csak a nagyapja segítségére számíthat. Végül a tervezett házasság elmarad, helyette a másik lányt veszi el. Nagyfater is új életet kezd egy a bulikon felszedett fiatal nővel (Aubrey Plaza).

## Szereplők
| Színész          | Szerep                                         | Magyar hang       |
| ---------------- | ---------------------------------------------- | ----------------- |
| Robert De Niro   | Richard „Dick” Kelly alezredes, Jason nagyapja | Reviczky Gábor    |
| Zac Efron        | Jason Kelly, David fia és Dick unokája         | Markovics Tamás   |
| Zoey Deutch      | Shadia, Jason régi fényképész osztálytársa     | Csondor Kata      |
| Aubrey Plaza     | Lenore, Shadia legjobb barátnője               | Nemes Takách Kata |
| Dermot Mulroney  | David Kelly, Jason apja és Dick fia            | Czvetkó Sándor    |
| Julianne Hough   | Meredith Goldstein, Jason menyasszonya         | Sánta Annamária   |
| Jason Mantzoukas | Pam                                            | Görög László      |
| Adam Pally       | Nick                                           | Zöld Csaba        |
| Jake Picking     | Cody                                           | Czető Roland      |
| Catherine Dyer   | Brooke Kelly                                   | Málnai Zsuzsa     |
| Danny Glover     | „Ájer”, Dick régi katonatársa                  | Ujlaki Dénes      |

## A film készítése
A film forgatókönyve szerepelt a Black List 2011-es kiadásában, amely a forgalomban lévő, jó fogadtatásban részesült, de még nem legyártott forgatókönyvek éves listája. A főszerepre Jeff Bridges és Michael Douglas is jelölt volt, de végül Robert De Niro kapta meg a szerepet, aki azonban nem vett részt a film promóciós kampányában.
De Niro szereposztását Zac Efronnal együtt 2014 szeptemberében erősítették meg. Zoey Deutch lett a női főszereplő, majd januárban Adam Pally és Aubrey Plaza is a szereplőgárda tagja lett. Plaza elmondta, hogy a szerep azért inspirálta, mert más volt, mint az általa egyébként játszott karakterek. Továbbá a szerep lehetővé teszi számára a fizikai jellegű komédiát.
A film forgatása 2015. január 5-én kezdődött Atlantában. Február 4-én McDonough-ban forgattak. A forgatás február 9-10-én az atlantai The Grand Atrium 200 Peachtree épületében is zajlott. A film előforgatása 2015. február 13-án ért véget a georgiai Hamptonban. A gyártás hivatalosan 2015. május 9-én fejeződött be.

## Bemutató
2015. október 29-én a Lionsgate közzétette a film első plakátját és előzetesét. Az első plakát Mike Nichols 1967-es Diploma előtt című filmjének plakátját parodizálta.
A filmet eredetileg 2015 karácsonyára tervezték, de 2016. augusztus 12-re halasztották a bemutatót. Ezt követően előrehozták 2016. február 26-ra, majd végül átkerült 2016. január 22-re.

## Fogadtatás

### Kritikai visszhang
A film Amerikában közel sem aratott felhőtlen sikert a nézők körében, a kritikusok pedig kimondottan utálták. Az IMDb-n 6/10-es osztályzatot adtak neki a nézők, 72175 szavazat alapján. A Metacritic oldalán 18 pontot szerzett a százból, 21 kritika alapján. A Rotten Tomatoes-on 11%-ot ért el 111 kritika alapján.
A film szerepel minden idők legrosszabb filmjeinek a listáján.

### Díjak és jelölések
A 37. Arany Málna-gálán a filmet négy kategóriában jelölték a díjra, de végül egyiket sem vehette át.
Arany Málna díj
| Kategória                      | Jelölt                                                     | Eredmény |
| ------------------------------ | ---------------------------------------------------------- | -------- |
| legrosszabb film               | Bill Block, Michael Simkin, Jason Barrett, Barry Josephson | Jelölve  |
| Legrosszabb férfi főszereplő   | Robert De Niro                                             | Jelölve  |
| Legrosszabb női mellékszereplő | Julianne Hough                                             | Jelölve  |
| Legrosszabb női mellékszereplő | Aubrey Plaza                                               | Jelölve  |
| legrosszabb forgatókönyv       | John M. Phillips                                           | Jelölve  |

### Bevételi adatok
A számokat nézve azonban sikeres volt a film, mert a költségvetése 11,5 millió dollár volt, míg bevétele elérte a 105 millió dollárt.
Magyarországon kiemelkedően jól szerepelt a mozikban. 2016-ban 351 321 nézővel a 4. legnézettebb film volt.

## Fordítás
- Ez a szócikk részben vagy egészben  a   Dirty Grandpa című angol Wikipédia-szócikk fordításán alapul.  Az eredeti cikk szerkesztőit annak laptörténete sorolja fel. Ez a jelzés csupán a megfogalmazás eredetét és a szerzői jogokat jelzi, nem szolgál a cikkben szereplő információk forrásmegjelöléseként.